# Albin Hodza
Albin Romain Hodza, noto anche come Albin Hoxha (Choisy-le-Roi, 7 febbraio 1988), è un ex calciatore albanese, di ruolo centrocampista.
Possiede anche la cittadinanza francese.

## Carriera

### Club
Dal 2012 al gennaio 2015 ha giocato nella massima serie bulgara, nella quale ha disputato 38 partite.
Il 19 gennaio 2015 firma un contratto annuale con gli albanesi del Flamurtari Valona.

## Palmarès

### Club

#### Competizioni nazionali
- Coppa Italia Lega Pro: 1

Sorrento: 2008-2009